# Yakuza (singolo)
Yakuza è un singolo della cantautrice italiana Elodie e del rapper italiano Sfera Ebbasta, pubblicato il 27 giugno 2025 come quinto estratto dalla riedizione digitale del quinto album in studio Mi ami mi odi di Elodie.

## Descrizione
Il brano è scritto da entrambi gli artisti con Davide Longhi, Federica Abbate, Maximilian Agostini e Tarik Johnston, in arte Rvssian, che ha anche curato la produzione e ha segnato la seconda collaborazione tra i due artisti dopo il singolo Anche stasera (2023), certificato triplo disco di platino.

## Video musicale
Il video musicale, diretto dallo stesso rapper con Mattia Bonato, è stato pubblicato in concomitanza all'uscita del brano attraverso il canale YouTube della cantautrice.

## Tracce
Testi e musiche di Elodie Di Patrizi, Gionata Boschetti, Alessandro La Cava, Davide Longhi, Federica Abbate, Maximilian Agostini e Tarik Johnston.
1. Yakuza – 2:56

## Classifiche
| Classifica (2025) | Posizione massima |
| ----------------- | ----------------- |
| Italia            | 4                 |